# Марченко, Иван Семёнович (инженер)
Иван Семёнович Марченко (16 октября 1918 — 1 октября 2004) — советский хозяйственный, государственный и политический деятель, Герой Социалистического Труда.

## Биография
Родился в 1918 году в селе Бурты. Член КПСС.
Участник Великой Отечественной войны, помощник начальника штаба артиллерии 35-го гвардейского стрелкового Прутского корпуса. С 1946 года — на хозяйственной, общественной и политической работе. В 1946—1985 гг. — мастер, начальник цеха, заместитель главного инженера, главный инженер Львовского завода кинескопов Министерства электронной промышленности СССР.
Указом Президиума Верховного Совета СССР от 29 июля 1966 года присвоено звание Героя Социалистического Труда с вручением ордена Ленина и золотой медали «Серп и Молот».
За разработку научных принципов и внедрение на предприятиях Львовской области и Тираспольской швейной фабрики комплексной системы управления качеством продукции, обеспечивающей значительное повышение эффективности производства и улучшение качества изделий был в составе коллектива удостоен Государственной премии СССР в области техники 1977 года.
Умер после 1985 года.